# Cratere Suess (Marte)
Suess è un cratere sulla superficie di Marte.
Il cratere è dedicato al geologo austriaco Eduard Suess.